# Anton Peternelj
‎Anton Peternelj-Igor, slovenski partizan, častnik in prvoborec, * 13. januar 1915, Delnice, Kranjska, Avstro-Ogrska, † oktober 2001
Leta 1941 je vstopil v NOB, kjer je deloval kot politični delavec. Kot odposlanec se je udeležil Zbora odposlancev slovenskega naroda v Kočevju.

## Napredovanja
- rezervni kapetan JLA (?)

## Odlikovanja
- red za hrabrost
- red zaslug za ljudstvo II. stopnje
- red bratstva in enotnosti II. stopnje
- partizanska spomenica 1941